# Valerij Čkalov

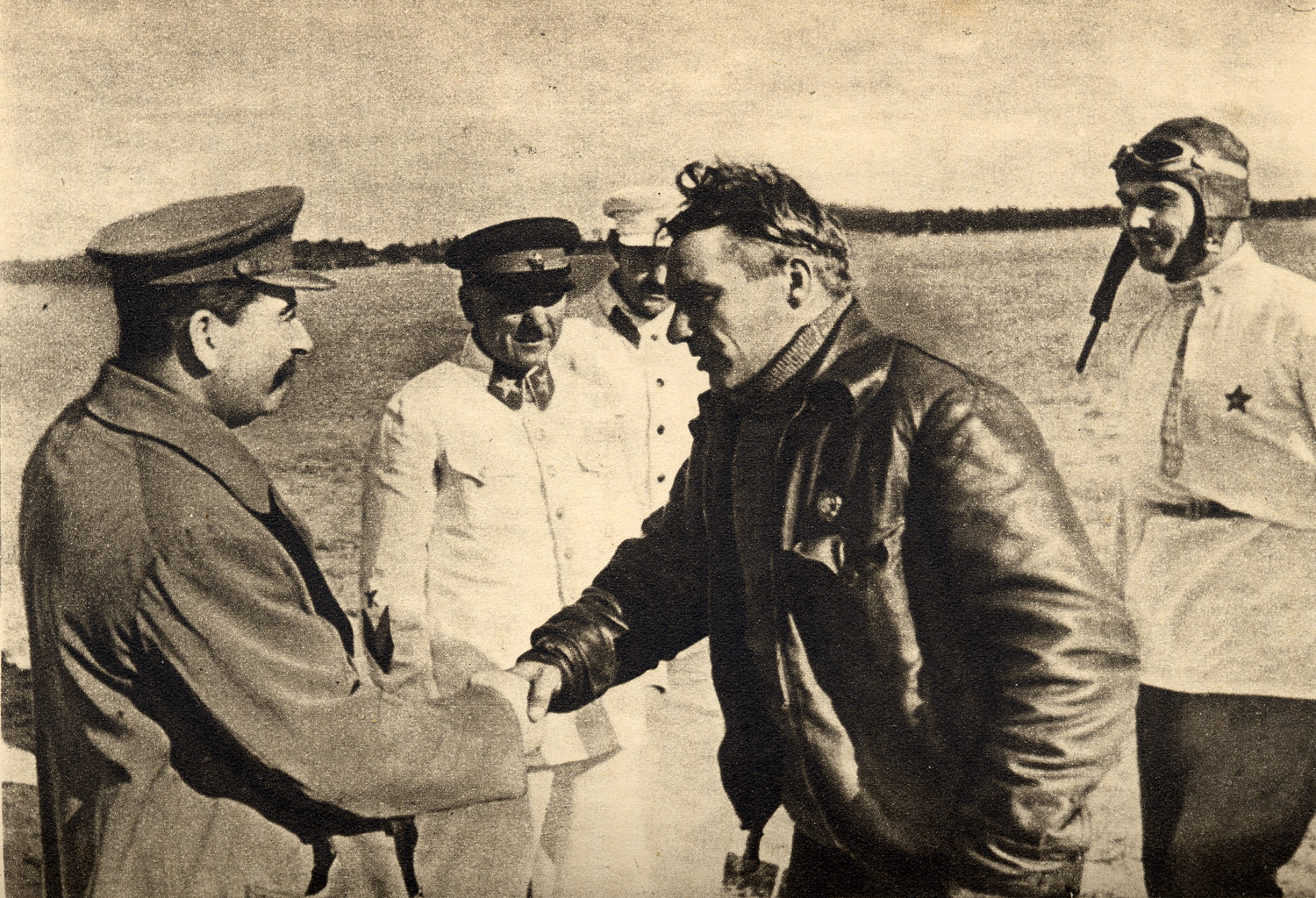
Čkalov s Beljakovem a Stalinem

Valerij Pavlovič Čkalov (rusky Вале́рий Па́влович Чка́лов; 20. lednajul./ 2. února 1904greg. – 15. prosince, 1938) byl sovětský zkušební pilot, Hrdina Sovětského svazu (1936).

## Život
Valerij Čkalov se narodil ve vesnici Vasiljevo (dnes Čkalovsk) v Nižněnovgorodské oblasti v rodině Pavla Grigorjeviče Čkalova, který pracoval v místní státní strojírně. Matka, Irina Ivanovna, žena v domácnosti, zemřela když bylo Valerijovi 6 let. Podle přání otce měl v jeho profesi pokračovat a tak byl ve 13 letech poslán do učení v Čerepovci. Zde však strávil jen krátkou dobu, protože po říjnové revoluci v roce 1917 byla škola uzavřena a tak se Čkalov vrátil do Vasiljeva, kde v místní opravně lodí pomáhal svému otci. Pracoval jako dělník a topič na plovoucím bagru na Volze, nasazen byl v přístavech Kazaň a Kostroma i na soutoku řek Kama a Volha. Pak přešel na parník Bajan, který sloužil k dopravě vojenských jednotek na trase Nižnij Novgorod – Astrachaň. Od roku 1919 dobrovolně sloužil v Rudé armádě v Nižním Novgorodě jako letecký mechanik. V období 1921–1922 se teoreticky připravoval ve vojenské letecké škole v Jegorjevsku. Poté byl jedním z prvních studentů nově založené vojenské letecké školy v Borisoglebsku. Zde také poprvé samostatně letěl se strojem Avro 504. Následně se přestěhoval do Moskvy, kde se mu dostalo výcviku v akrobacii, v roce 1924 zakončil výcvik v Serpuchově, kde kromě jiných učil i Michail Gromov. Od června 1924 Čkalov sloužil v jednotce stíhačů umístěné na Komendantském letišti (Комендантский аэродром) v Leningradě.
V roce 1930 se stal zkušebním pilotem sovětského letectva. Během svého života testoval 70 různých letadel, přitom se zajímal i o leteckou akrobacii. Vyvinul několik nových akrobatických „figur“.
Ve dnech 20. až 22. června 1936 vykonal 9 374 kilometrů dlouhý let s letounem Tupolev ANT-25. Druhým pilotem byl Georgij Bajdukov a navigátorem Alexandr Beljakov. Letěli z Moskvy nad Severním ledovým oceánem až k městu Petropavlovsk-Kamčatskij a ostrov Udd, zpět přes Jakutsk a Nikolajevsk. Let trval 56 hodin a 20 minut. Po tomto letu získal 20. července 1936 vyznamenání Hrdina Sovětského svazu. Později provedli ještě jeden let 12 411 kilometrů dlouhý a trvající 75 hodin a 2 minuty.
Proslavil se 63 hodinovým transpolárním letem (63 hodin a 25 minut, přes 12 000 km) z Moskvy přes severní pól do Vancouveru (stát Washington) ve Spojených státech na tomtéž letounu a se stejnou posádkou. Letci odstartovali 18. června a po 9130 kilometrech přistáli 20. června.
Valerij Čkalov zahynul při testování prototypu letounu Polikarpov I-180, kterému selhal motor.

## Ocenění

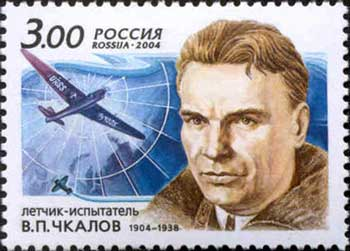
Čkalov a ANT-25 na poštovní známce z roku 2004

Valerij Čkalov byl vyznamenán mnoha vysokými státními vyznamenáními. Jeho rodná vesnice Vasiljevo se od roku 1937 jmenuje Čkalovsk. Jméno Čkalov mezi lety 1938 a 1957 neslo i město Orenburg. Po slavném letci byly pojmenovány i ulice v Moskvě, Nižním Novgorodě a dalších městech. Ostrov Udd v Ochotském moři byl v roce 1936 pojmenován jeho jménem.
Jeho jméno nese místní část Kaliningradu Čkalovsk (před rokem 1945/48 Tannenwalde), rovněž jeden z největších leteckých výrobců v Rusku – Novosibirský letecký závod V. P. Čkalova (Новосибирский авиационный завод имени В. П. Чкалова). Jeden ze strategických bombardérů Tu-160 je také pojmenován „Valerij Čkalov“.
Po Valeriji Čkalovovi byly pojmenovány i stanice metra v Moskvě (Čkalovskaja), Nižním Novgorodě, a Petrohradu či monumentální Čkalovské schodiště v Nižním Novgorodě.
Dalšími jsou letecké výcvikové centrum v Lipecku a Státní letecké testovací centrum v Achtubinsku nebo vojenské letiště ruského letectva Čkalovskij poblíž Hvězdného městečka a Ščolkova, lehký křižník Sovětského námořnictva a říční loď na Jeniseji.

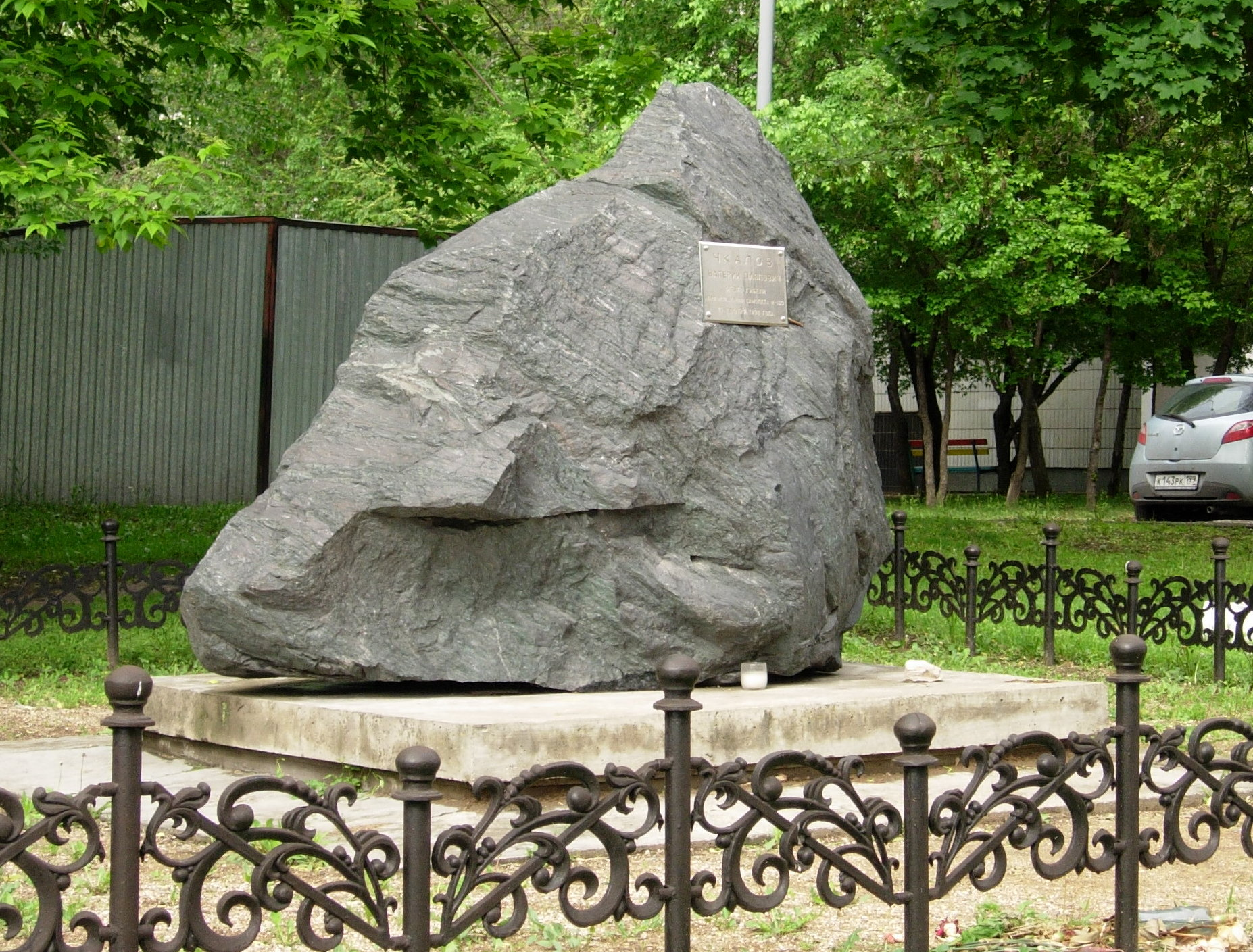
Pamětní kámen vztyčený na Chodynském poli v místě dopadu letadla

V roce 2004, u příležitosti 100. výročí narození, vydala Centrální banka Ruské federace emisi 7000 stříbrných dvourublových pamětních mincí. Je na ní zobrazen Čkalovův portrét společně s trasou letu z Moskvy přes severní pól do Vancouveru v roce 1937. Ve stejném roce byla vydána i poštovní známka s obdobným motivem.
Ve městě Vancouver ve státě Washington také od sedmdesátých let existuje Chkalov Drive. Rovněž v Košicích v městské části Barca, v Piešťanech, Ostravě a v pražském Bubenči se nacházejí ulice nesoucí Čkalovovo jméno.